# Kruševo, Pljevlja
Kruševo este un sat din comuna Pljevlja, Muntenegru. Conform datelor de la recensământul din 2003, localitatea are 46 de locuitori (la recensământul din 1991 erau 60 de locuitori).

## Demografie
În satul Kruševo locuiesc 39 de persoane adulte, iar vârsta medie a populației este de 53,0 de ani (53,7 la bărbați și 52,4 la femei). În localitate sunt 17 gospodării, iar numărul mediu de membri în gospodărie este de 2,71.
Această localitate este populată majoritar de sârbi (conform recensământului din 2003).
|  |

| Demografie | Demografie | Demografie |
| An         | Locuitori  | Locuitori  |
| ---------- | ---------- | ---------- |
|            |            |            |
|            |            |            |
|            |            |            |
|            |            |            |
| 1948       | 246        |            |
| 1953       | 276        |            |
| 1961       | 318        |            |
| 1971       | 281        |            |
| 1981       | 223        |            |
| 1991       | 60         | 60         |
| 2003       | 46         | 46         |

| \| Componența etnică conform recensământului din 2003[2] \| Componența etnică conform recensământului din 2003[2] \| Componența etnică conform recensământului din 2003[2] \| Componența etnică conform recensământului din 2003[2] \| Componența etnică conform recensământului din 2003[2] \| \| ----------------------------------------------------- \| ----------------------------------------------------- \| ----------------------------------------------------- \| ----------------------------------------------------- \| ----------------------------------------------------- \| \| \| \| \| \| \| \| Sârbi \| Sârbi \| \| 31 \| 67,39% \| \| Muntenegreni \| Muntenegreni \| \| 15 \| 32,6% \| \| necunoscută \| necunoscută \| \| 0 \| 0% \| |              |  |    |        |
| Componența etnică conform recensământului din 2003 |              |  |    |        |
| |              |  |    |        |
| Sârbi | Sârbi        |  | 31 | 67,39% |
| Muntenegreni | Muntenegreni |  | 15 | 32,6%  |
| necunoscută | necunoscută  |  | 0  | 0%     |